# Momozono
Momozono (桃園天皇, Momozono-tennō; 14 aprile 1741 – 31 agosto 1762) è stato il 116º imperatore del Giappone secondo il tradizionale ordine di successione.

## Biografia
Regnò dal 1747 sino al 1762. Il suo nome personale era Toohito (遐仁?, Toohito ).
Era figlio dell'imperatore Sakuramachi, sua madre era Sadako (定子), dalla compagna Ichijō Tomiko (一条富子) ebbe due figli: 
- Hidehito (英仁親) (che diventerà l'imperatore Go-Momozono)
- Sadamochi (伏見宮貞行親王)